# Osterfjord
Der Osterfjord ist ein etwa 27 Kilometer langer Fjord im norwegischen Fylke Vestland. Er erstreckt sich vom Salhusfjord an der Nordspitze Bergens im Südwesten in nordöstlicher Richtung zwischen der Insel Osterøy und der Halbinsel Lindås, bis er bei den zur Gemeinde Alver gehörenden Inseln Paddøy und Hokøy in den Romarheimsfjord übergeht. Er ist gemeinsam mit dem Veafjord und dem Sørfjord einer von drei Fjorden, welche die Insel Osterøy umgeben. Seine tiefste Stelle erreicht der Fjord mit etwa 647 Metern vor Bernestangen auf Osterøy.
Entlang des Fjordes liegen eine Reihe historischer Industrieorte, darunter Bjørsvik und Hjelmås auf Lindås und Hosanger auf Osterøy. Heute ist Knarvik, Verwaltungszentrum der Gemeinde Alver, mit 6690 Einwohnern (Stand: 1. Januar 2024) der bedeutendste und bevölkerungsreichste Ort am Ufer des Fjordes.